# Sanad Al Ouarfali
Sanad Al Ouarfali (Al-Warfali hay Ouerfeli) là một tiền vệ bóng đá thi đấu cho Đội tuyển bóng đá quốc gia Libya.

## Sự nghiệp quốc tế
Al Ouarfali ghi bàn thắng quốc tế đầu tiên trong trận hòa 1–1 cùng với Maroc tại Vòng loại Cúp bóng đá châu Phi 2017.

### Bàn thắng quốc tế
Tỉ số và kết quả liệt kê bàn thắng của Libya trước.
| #  | Ngày               | Địa điểm                                        | Đối thủ | Tỉ số | Kết quả | Giải đấu                            |
| -- | ------------------ | ----------------------------------------------- | ------- | ----- | ------- | ----------------------------------- |
| 1. | 3 tháng 6 năm 2016 | Sân vận động Olympique de Radès, Radès, Tunisia | Maroc   | 1–1   | 1–1     | Vòng loại Cúp bóng đá châu Phi 2017 |